# Gusić
| Gusić                    | Gusić                                        |
| ------------------------ | -------------------------------------------- |
| Familienwappen der Gusić |                                              |
| Staat                    | Kroatien                                     |
| Stammhaus                | Gusić                                        |
| Titel                    | Gespan, Freiherr, Knez, Ban (Vizekönig)      |
| Gründer                  | Pavao Gusić (?), Anfang des 12. Jahrhunderts |
| Aktuelles Oberhaupt      | unbekannt                                    |
| Gründung                 | 11. Jahrhundert                              |
| Ethnizität               | Kroatisch                                    |
|                          |                                              |

Gusić (in einigen Quellen Gušić; deutsch Gussitsch) ist der Name eines uralten kroatischen Volksstammes, der ursprünglich aus der Region Lika stammt, und dessen Stammesführer später zu feudalen Adligen wurden. Einige Mitglieder des Adelsgeschlechts Gusić spielten eine wichtige Rolle in der kroatischen Geschichte; sie wurden in hohe militärische und staatliche Funktionen berufen und waren z. B. Gespane, Bane (Vizekönige) von Kroatien und berühmte Feldherren.

## Geschichtlicher Überblick
Im Mittelalter bevölkerte der Volksstamm der Gusić die großen Flächen der kroatischen historischen Region Lika, einschließlich deren östlichen Teils Krbava (Corbavien). In den historischen Quellen aus dem 12. Jahrhundert wird Knez (Fürst) Pavao Gusić erwähnt als einer der zwölf Repräsentanten der privilegierten kroatischen Volksstämme bei der Vereinbarung und Schließung der Pacta conventa, die 1102 die Beziehungen des kroatischen Adels zum ungarischen König Koloman regelte, als der letztere seit dem Jahr 1102 auch der Herrscher Kroatiens war. Die Repräsentanten der zwölf Volksstämme hatten nämlich das bevorzugte Recht, den kroatischen König zu wählen.
In seinem „Diplomatischen Almanach des Königreichs Dalmatien, Kroatien und Slawonien“ betonte der kroatische Historiker Tadija Smičiklas, dass die Gusićs schon seit 1287 eine Gans mit einem von einem Pfeil durchgebohrtem Hals als heraldisches Zeichen in ihrem Wappen hatten (Gusić: von kroatisch Guska: Gans). Zu jener Zeit waren die Mitglieder des Geschlechts die wohlhabendsten und einflussreichsten Adligen in der Krbavska župa (Landkreis Krbava) und dienten als Gespane. Ihr Sitz war in Udbina.
Etwas später erwarben sie neue Besitze im umfangreichen Gebiet der Region Lika sowie Bukovica in Norddalmatien, einschließlich Obrovac, und zwar von der Festung Zvonigrad im oberen Laufabschnitt des Flusses Zrmanja (nahe der Stadt Knin) im Osten bis Bag (heutige Karlobag) an der adriatischen Küste im Westen.
Gegen Ende des 13. und Anfang des 14. Jahrhunderts war Fürst Kurjak Gusić die Hauptfigur des stärksten Zweiges des Geschlechts. Seine Nachfahren trugen seitdem den Familiennamen Kurjaković, Fürsten von Krbava. Einige von ihnen waren kroatische Bane, und zwar:
- Budislav (Butko) Kurjaković, Kurjaks Enkel († 15. Februar 1401),  Ban 1394
- Pavao Kurjaković und Ivan Kurjaković, Kurjaks Großenkel, Bane 1410–1411
- Ivan Karlović /latein.: Johannes Torquatus/ (* 1478/79; † 1531), Sohn von Karlo Kurjaković und Doroteja geb. Frankopan, letzter männlicher Nachfahre des Kurjaković-Zweiges, Ban 1521–1524 und 1527–1531

Zum Zeitpunkt der größten osmanischen Expansion nach Westen (15. und 16. Jahrhundert) zogen sich die Fürsten von Krbava immer mehr nach Nordwesten Kroatiens zurück, wo das Leben ein wenig sicherer war. Im Gacko polje (Gacka Karstfeld) bauten sie eine Festung, Gusić-grad, die 1575 von den Osmanen erobert und zerstört wurde. Das Gleiche geschah mit einer anderen Festung, Brlog. Einige Mitglieder des Geschlechts gingen nach Senj an der adriatischen Küste, wo sie militärischen Dienste verrichten, wie ebenso etwas später in Ogulin und anderen nicht eroberten Orte in damals meist besetzten Kroatien. Ein Zweig der Gusićs zog sogar nach Krain (heutiges Slowenien) um.
Am Anfang des 18. Jahrhunderts (21. April 1701) wurden sie von Kaiser und König Leopold in den Freiherrenstand erhoben und bekamen ein entsprechendes neues Wappen.
Die Nachfahren des Adelsgeschlechts Gusić leben auch heute in ganz Kroatien und im Gebiet rund um Novo mesto in Slowenien.